# 香洲港
香州港位於中國廣東省珠海市香洲區东海岸港口路，是一個客運港口，由广东万山投资有限公司所属的珠海市万山区港务有限公司由和珠海九洲控股集团有限公司合资共同经营。

## 歷史
1997年，香洲港碼頭落成，共有3個500噸級泊位。
2019年11月，香洲港碼頭計劃擴建，新建3個1000噸級客運船泊位及1個1000噸級客貨滾裝船泊位，並配套建設人行廊道、停車場等設施。

## 規模
碼頭岸線總長140米，配套有客運樓、停車場等設施。

## 外部連結
- 官方网站（珠海市万山区港务有限公司開設，提供航班資訊、查詢與通知公告）